# Dan Dare III: The Escape
Dan Dare III: The Escape, chiamato anche Dan Dare III o Dan Dare 3 su schermo, è un videogioco a piattaforme pubblicato nel 1990 dalla Virgin Games per Commodore 64, Amstrad CPC, ZX Spectrum, Amiga e Atari ST, seguito di Dan Dare: Pilot of the Future e Dan Dare II: Mekon's Revenge e ultimo della trilogia. Come i precedenti è tratto dal fumetto britannico Dan Dare. Nel caso di Amiga e Atari ST è il primo e unico della serie. In questo gioco Dan si avventura in un labirinto di corridoi e camere, dotato di fucile al plasma e jet pack.

## Trama
Il malvagio scienziato alieno Mekon, capo dei Treen (sorta di omini verdi) e storico nemico del colonnello Dan Dare, sta tentando esperimenti genetici per creare un esercito di esseri al proprio servizio con i quali conquistare la Terra. Gli esperimenti finora non sono riusciti, generando solo creature strane e incontrollabili. Per progredire serve una cavia umana, e Mekon fa rapire proprio l'odiato Dan Dare. I Treen lo portano sulla complessa base orbitante dove avvengono gli esperimenti, i cui corridoi sono popolati dalle creature ostili generate. Dan però è riuscito a liberarsi e a impadronirsi di un jet pack e un fucile al plasma; ha anche trovato una navetta per la fuga, ma ora deve esplorare la base per trovare il necessario carburante.
Su Amiga e Atari ST la cattura e l'inizio della fuga di Dan vengono anche mostrate a video, con un'introduzione stile fumetto.

## Modalità di gioco
Il giocatore controlla Dan Dare all'interno della base orbitante. Lo scenario è bidimensionale visto in sezione ed è un labirinto di stanze e corridoi a piattaforme, a scorrimento in tutte le direzioni. Il personaggio può muoversi in orizzontale sui pavimenti e volare con il jet pack, che ha carburante limitato; lo si consuma solo spingendo verso l'alto, mentre il ritorno verso il basso è spontaneo. Si può sparare con l'arma attualmente selezionata, anche questo con munizioni limitate. Si hanno più vite e se ne perde una quando termina la barra dell'energia vitale oppure il carburante del jet pack.
I nemici che popolano lo scenario sono mostri fluttuanti che hanno diverse forme, buffe e originali. Si incontrano anche grossi cannoni fissi indistruttibili. I boss hanno l'aspetto di un Mekon gigante e, sebbene molto resistenti, sono statici e i loro proiettili sono evitabili da certe posizioni, rendendoli bersagli facili.
L'arma di base è un fucile al plasma che spara in orizzontale, a tre diverse potenze e cadenze di tiro a seconda di quanto si tiene premuto il pulsante di fuoco e si riempie una barra della potenza.
Raggiungendo un terminale non lontano dal punto di partenza si può accedere a un negozio elettronico dove, attraverso un menù di testo, si possono spendere dei punti energia accumulati eliminando i nemici (la quantità è visualizzabile al posto dell'icona dell'arma) per acquistare ricariche, bombe rimbalzanti, smart bomb e vite; nelle versioni Amiga e Atari ST ci sono anche diversi altri articoli.
Sempre nei pressi del punto di partenza c'è un unico distributore dove si può ricaricare gratis il jet pack.
Ci sono 5 livelli con diversi stili e conformazioni. Su Amiga e Atari ST hanno design differente e sono più grandi. Quando si sconfigge un boss Mekon questo cede un "pass" per utilizzare il teletrasportatore presente in ogni livello. Da lì si potrà accedere al livello successivo, ma alla fine di ciascun livello bisogna anche riprendere il teletrasportatore per ritornare al primo livello, perché soltanto là si trovano il terminale e il distributore.
Ogni viaggio attraverso il teletrasportatore è un minigioco tridimensionale che ricorda una sequenza del videogioco Master of the Lamps. Dan è visto di spalle su uno sfondo di spazio stellato scorrevole e dev'essere guidato per passare all'interno di una serie di quadrati sospesi, senza urtare i bordi.
Lo scopo generale è raccogliere cinque taniche di carburante nascoste nei livelli, con le quali infine si potrà, tramite il terminale, attivare la navetta per la fuga.

## Sviluppo
Dan Dare III fu sviluppato dalla Probe Software, nelle prime versioni dal programmatore David Perry e dal grafico Nick Bruty.
Il duo era già noto per aver realizzato Trantor: The Last Stormtrooper e Savage, che visivamente erano notevoli, ma secondo gli autori erano limitati nel loro gameplay a scorrimento orizzontale con personaggi grossi. Avevano perciò in progetto un gioco con più libertà di movimento, inizialmente intitolato Crazy Jet Racer.
Questo fu anche trattato in un'anteprima della rivista Computer and Video Games.
Quando poi l'editrice Virgin presentò l'opportunità di usare la licenza del fumetto Dan Dare, il gioco fu modificato in corso d'opera per adattarlo a questa tematica. Doveva uscire per il 40° anniversario del lancio del fumetto (1950-1990), perciò non ci fu molto tempo per completarlo (probabilmente rimasero solo un paio di mesi, secondo Bruty) e non si poté modificare più di tanto. L'onere di adattarlo fu soprattutto di Bruty, dato che cambiare la grafica era più semplice che intervenire sul gameplay.
La versione di partenza fu quella per Amstrad CPC, ma Perry e Bruty realizzarono anche quella per ZX Spectrum, identica a parte l'estetica. La conversione per Commodore 64, di altri sviluppatori, cambiò un po' il gameplay, con meno munizioni, meno nemici, e tecniche diverse per battere i boss. Le ulteriori conversioni per i più potenti computer a 16 bit passarono a livelli più grandi e spaziosi, ma prolungando un gameplay poco arricchito.
Il gioco venne annunciato anche in versione MS-DOS, che è trattata perfino nel manuale, ma non risulta mai uscita.

## Accoglienza
Dan Dare III fu un buon successo di critica in Europa, con medie dei voti delle riviste sopra l'80%, nella versione per ZX Spectrum, che tra l'altro ricevette i riconoscimenti di Crash Smash e Sinclair User Classic dalle testate britanniche, e in quella per Amstrad CPC.
La conversione per Commodore 64 fu accolta sempre positivamente, ma con una media più ordinaria, intorno al 70%. Secondo Zzap! 42 (voto 66%), sebbene il gioco fosse di bell'aspetto, soffriva di ripetitività.
Ancora meno entusiasta fu la critica sui computer più potenti. La versione Atari ST ottenne giudizio medio intorno alla sufficienza. La versione Amiga fu generalmente la meno apprezzata. Super Commodore 64/128 38 fu una delle poche riviste che la gradì molto, mentre ad esempio Videogame & Computer World 4 (6/10) notò soprattutto la mancanza di originalità e The Games Machine 22 (55%) ritenne che fosse buono soltanto il sonoro.